# Christer Rindeblad
Christer Bengt Åke Rindeblad, född 11 mars 1954 i Stockholm, är en svensk journalist och publicist. Son till filmfotografen Åke W. Borglund. Han har arbetat som journalist sedan 1973 och var grundare av tidskriften Datormagazin (den första tidningen med detta namn) och dess chefredaktör under åren 1986–1995.
Han startade även tidningen High score och PC Hemma – den senare tillsammans med Per-Otto Lekare – på samma förlag. Efter High scores nedläggning övergick Christer Rindeblad till att arbeta med affärsutveckling på Bredbandsbolaget och därefter i Medströmsförlagens koncernstab som affärsutvecklare och omvärldsanalytiker. 2003 startade han även tidningen Praktiskt Båtägande. Han arbetade på Egmont Tidskrifter AB som affärsutvecklare av digitala tjänster fram till december 2016.
År 1981 var han medförfattare till boken Ofred. Under 1985 medverkade han med boken Datorvärlden – en inträdesbiljett. År 1995 skrev han en rapport åt Våldsskildringsrådet med titeln BBS-kommunikation : vad är det?. Rindeblad medverkade också i förarbetet till Lagen om ansvar för elektroniska anslagstavlor(1998:112); (SOU) 1997:49